# Garamond

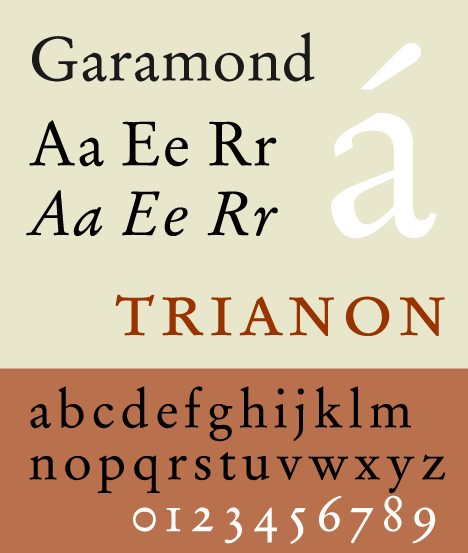

Garamond är ett väl använt typsnitt (teckensnitt) som hör till den medievalantikva typkaraktären. Typsnittet är uppkallat efter den franske typografen Claude Garamond, aktiv i Paris under första hälften av 1500-talet. Det finns idag många typsnitt som tydligt inspirerats av Claude Garamonds verk, varav Garamond är ett. Den variant av Garamond som mest efterliknar 1500-talsformerna är Stempel Garamond (skapad år 1924 och sedermera digitaliserad av Linotype), men mest använd torde vara Adobe Garamond (ibland AGaramond, skapad år 1989 av Robert Slimbach), vilken också avbildas nedan.
Fetstilen är på sätt och vis en anakronism eftersom den till skillnad från den kursiva varianten inte användes på 1500-talet varifrån inspirationen alltså har hämtats. Kapitäler och gemena siffror är väsentliga för Garamond.
Garamond används ofta i böcker och andra trycksaker. Den ingår exempelvis (tillsammans med Frutiger) i Lunds universitets grafiska profil.